# 豊成村
豊成村（とよなりむら）は、千葉県山武郡（山辺郡）にかつて存在した村である。
現在の東金市の東部にあたる。東金市立豊成小学校などにその名をとどめる。

## 沿革
- 1889年（明治22年）4月1日 - 町村制施行に伴い、堀之内村、宮村、二又村、東中村、三浦名村、中野村、菱沼村、関内村、高倉村、殿廻村、御門村、前之内村、下武射田村、上武射田村が合併して山辺郡豊成村が発足。
- 1897年（明治30年）4月1日 - 山辺郡、武射郡が統合されて山武郡となる。
- 1953年（昭和28年）4月1日 - 東金町、丘山村、正気村、公平村の一部、大和村の一部と合併し、改めて東金町を新設。同日豊成村廃止。